# Alice et le Mannequin
Alice et le Mannequin (titre original : The Mysterious Mannequin, littéralement : « Le Mannequin mystérieux ») est le quarante-septième roman de la série américaine Alice (Nancy Drew en VO) écrit par Caroline Quine, nom de plume collectif de plusieurs auteurs. L'auteur de ce roman est Harriet Adams. 
Aux États-Unis, le roman a été publié pour la première fois en 1970 par Grosset & Dunlap (New York). En France, il a paru pour la première fois en 1974 chez Hachette Jeunesse dans la collection « Idéal-Bibliothèque ». Il n'a plus été réédité en France depuis 1980. 
Dans le roman, Alice se propose de retrouver un mannequin en cire ayant appartenu à un client turc de son père. Pour cela, elle se rendra à Istanbul, en Turquie.

## Résumé
Remarque : le résumé est rédigé sur la base de l'édition française abrégée de 1980.

### Aventures aux États-Unis
L'avoué James Roy, père d'Alice, reçoit un colis anonyme en provenance de Turquie contenant un tapis de prière en soie. M. Roy pense que l'expéditeur pourrait être son ancien client turc, Farouk Tahmasp. Ce jeune homme avait ouvert dans la ville de River City une boutique d'articles orientaux de luxe. Accusé de contrebande par les douanes américaines, il avait, deux ans auparavant, cédé sa boutique à un tailleur et avait disparu sans laisser d'adresse. L'avoué n'avait pas pu annoncer à son client qu’il avait été relaxé des accusations dont il avait été l'objet. Alice se souvient encore du beau mannequin de cire, impressionnant de réalisme, aux yeux noirs expressifs, qui se trouvait dans la vitrine de la boutique de Farouk et qui représentait une jeune fille turque vêtue du costume traditionnel de son pays. Alice pense qu'un message a été tissé dans les dessins du tapis reçu par son père. Et en effet, elle y trouve les mots suivants en anglais et en français : « Roy - trouvez - mannequin - J'aime - ma - beauté - Apportez-la ».
L'affaire se complique quand la nuit suivante, un inconnu s'introduit dans la maison et tente de voler le tapis de prière. Il en est empêché par Togo, le fox-terrier d'Alice. L'homme prend la fuite. Alice fait une enquête auprès des serruriers de la ville. Elle apprend ainsi qu'un homme correspondant au cambrioleur avait contacté un serrurier. Il portait un bracelet en or orné de turquoises et parlait avec un accent étranger. Avec ses fidèles amies Bess et Marion, Alice décide de se rendre en Turquie. Ce projet est confirmé quand on découvre un dernier mot écrit dans la doublure du tapis de prière : « Constantinople », ancien nom d'Istanbul.
Alice retrouve les babouches du mannequin. Marion Webb évoque une hypothèse : le mannequin recèlerait en lui des bijoux ou objets précieux.
Le lendemain, Alice croise en ville le mystérieux cambrioleur de la veille. Il rencontre une jeune fille à qui il remet une feuille manuscrite. Alice le suit à distance ; l’homme s'en aperçoit s'enfuit, laissant tomber son portefeuille à terre. À l'intérieur, il y a notamment la feuille de papier remise à l'inconnue quelques minutes auparavant sur laquelle est mentionnée, en langue grecque, la phrase : « J'ai mené une enquête sur place, à Istanbul. Farouk Tagmasp est mort. Seli ». Mais Alice pense que ce courrier est un faux, rédigé sur du papier fabriqué en Amérique, dans le but de faire croire à la jeune fille à la mort de Farouk. Le tenancier d'un restaurant leur livre une information importante : le cambrioleur s'appelle Cemal Aga ou Arik Tunay , et la jeune fille pourrait s'appeler Alime Gursel ou Aïcha Hatoun. Poursuivant l'enquête avec son père, Ned et ses amies, Alice se rend au domicile de Cemal Aga : il ne s'agit pas du cambrioleur. Puis ils se rendent au domicile d'Alime Gursel : ce n'est pas la jeune femme brune. 
Ned et Alice apprennent par la suite où se trouve le domicile de Arik Tunay mais sa logeuse leur annonce que l'homme y est absent. Ils découvrent qu’il est amoureux d'une jeune femme prénommée Aïcha. Ils découvrent le domicile d'Aïcha et s'y rendent. La jeune femme est celle qui a reçu le message peu de temps auparavant annonçant la mort de Farouk. Alice lui annonce qu'elle suppose qu'il s'agit d'une fausse nouvelle et que Farouk est vivant, résidant peut-être à Istanbul. Aïcha révèle qu'elle était fiancée avec Farouk et que celui-ci avait disparu du jour au lendemain. Par la suite Arik Tunay avait essayé de la courtiser mais elle avait toujours rejeté ses avances. Lorsque Alice évoque le mannequin de cire du magasin, Aïcha prend peur et leur dit rapidement au revoir. Alice et Ned retournent au domicile de Tunay. L'homme n'y est pas mais, en repartant, Ned et Alice le voient arriver précipitamment, un foulard sur le visage, avec un autre homme : les deux hommes semblent avoir réalisé un mauvais coup. Plus tard Ned et Alice retrouvent Arik Tunay. S'il admet avoir rédigé une fausse lettre mentionnant la mort de Farouk, il conteste être le cambrioleur du domicile d'Alice et refuse de répondre à ses autres questions. Il quitte les lieux précipitamment.
En rentrant au domicile d'Alice, le tapis de prière envoyé par Farouk est dans le hall, enroulé sur lui-même. Lorsque Alice le déroule, un mécanisme à ressort projette un poignard en direction de Ned, qui l'évite de justesse. Le poignard porte une inscription : « Aslanapa ». Une chose est sûre : Arik n'est pas responsable de cette tentative de meurtre. Plus tard, alors que Ned est allé travailler, Alice reçoit un appel téléphonique d'Aïcha : la jeune fille veut révéler certaines choses à Alice. La détective amateur se rend de nouveau au domicile d'Aïcha, qui demande à voir le tapis de prière. Elles se rendent chez Alice. Aïcha montre un dessin passé inaperçu : une caisse de cireur de bottes.
Alice découvre aussi que près de l'ancien magasin de Farouk se tenait un homme, Hapel (surnommé Ha-Ha), que tout le monde croyait fou, mais qui en réalité espionnait les allées et venues d'Alice. Il était rémunéré par un cousin d'Arik, qui s'appelle Aslanapa et est surnommé Nappy.

### Aventures en Turquie
Alice, Marion, Bess, les trois amis des jeunes filles (Ned, Bob, Daniel), le père d'Alice, Aïcha et ses parents prennent l'avion et se rendent à Istanbul.
Ils commencent par visiter une célèbre mosquée et examinent les cireurs de chaussures, sans y trouver Farouk. Sur ces entrefaites, Bess disparaît. Elle a été enlevée alors qu'elle faisait du shopping, et son ravisseur lui annonce qu'elle ne sera libérée qu'une fois qu'il sera entré en possession du mannequin en cire de Farouk et du trésor qui est caché dans ses entrailles. Bess est contrainte de fixer un rendez-vous à Alice. 
Pendant ce temps, celle-ci reçoit un message d'Aslanapa : il lui ordonne de lui révéler l’endroit où est caché le mannequin. Elle demande à Ned de suivre le messager, qui le conduit involontairement à Aslanapa. Ce dernier est arrêté par la police, tandis que Bess est libérée.
Alice et ses amis décident de continuer leurs investigations auprès des cireurs de chaussures et des boutiques de tapis. Alors qu'ils se trouvent dans la Grande Citerne d'eau d'Istanbul, Alice est poussée dans l'eau par un homme, qui se révèlera être le frère d'Aslanapa. Alice est sauvée de la noyade par Ned.

### Dénouement et révélations finales
Finalement, Farouk est retrouvé. Il vivait effectivement à Istanbul et avait envoyé à James Roy le tapis de prière recelant le message mystérieux, espérant que lui et sa fille Alice sauraient le déchiffrer. Mais où se trouve donc le mannequin qu'Alice et ses amis ont recherché en vain durant toute l'aventure ? Il n'avait jamais existé : c'était Aïcha qui s'habillait en mannequin et qui gardait dans l’habit les économies de Farouk. Quand ce dernier avait quitté précipitamment les États-Unis, il avait emmené l'argent avec lui. Ainsi le mannequin n'était pas de cire : c'était Aïcha. Le message contenu dans le tapis de prière invitait M. Roy à ramener Aïcha (cf. « J'aime ma beauté ») à Istanbul.
Le roman se termine par le souhait de Farouk et d'Aïcha de se marier au plus vite.

## Personnages

### Personnages récurrents
- Alice Roy : dix-huit ans, détective amateur blonde, orpheline de mère, fille de James Roy.
- James Roy : avoué[2] de renom, père d'Alice Roy, veuf.
- Bess Taylor : jeune fille blonde et rondelette, une des meilleures amies d'Alice.
- Marion Webb : jeune fille brune et sportive, cousine germaine de Bess Taylor et une des meilleures amies d'Alice.
- Ned Nickerson : jeune homme brun et athlétique, ami et chevalier servant d'Alice, étudiant à l'université d'Emerson.
- Daniel Evans : ami et chevalier servant de Bess, camarade d'université de Ned.
- Bob Eddleton : ami et chevalier servant de Marion, camarade d'université de Ned.
- Sarah : la fidèle gouvernante des Roy, qui a élevé Alice à la mort de sa mère.
- M. Stevenson : le commissaire de River City, ami d'Alice.
- Togo : le petit chien fox-terrier d'Alice.

### Personnages spécifiques au roman
- Farouk Tahmasp : jeune homme turc, ancien client de James Roy.
- Hapel (dit « Ha-Ha ») : vieil homme excentrique et un peu fou.
- Alime Gursel : jeune femme turque.
- Cemal Aga : un homme turc.
- Aïcha Haloun : fiancée turque de Farouk.
- Aslanapa : un Turc.
- Mustapha : frère d'Aslanapa.
- M. et Mme Hrocny : un couple de Turcs, propriétaires d'une pension de famille à Istanbul.

## Éditions françaises
- 1974 : Alice et le Mannequin — Hachette, collection « Idéal-Bibliothèque », cartonné (français, version originale). Illustré par Albert Chazelle. Texte français d'Anne Joba. 20 chapitres. 184 p.
- 1980 : Alice et le Mannequin — Hachette, collection « Bibliothèque verte », cartonné (français, version abrégée). Illustré par Daniel Billon. Texte français d'Anne Joba. 19 chapitres. 184 p.